# Кирил Григоров (учен)
Кирил Григоров е български учен икономист, юрист и социолог. Става 7-и ректор на УНСС (тогава Висш икономически институт „Карл Маркс“), през 1968 г.

## Биография
Кирил Григоров е роден през 1909 в София. През 1927 г. завършва Втора мъжка гимназия в столицата. След това завършва право в Софийския университет. Секретар на Научното социологическо дружество (1931 – 1038). Работи в Софийския окръжен съд (1934 – 1944). Ръководител на Катедра по стопанска история (1952 – 1974) и на Катедра по политическа икономия (1974 – 1976) в Университет за национално и световно стопанство и негов ректор (1966 – 1972). Главен секретар на Съюза на научните работници в България (1962 – 1976) и негов заместник-председател (1976 – 1981). Председател на Съюза на икономистите (1972 – 1974). Автор на трудовете по история на икономическата мисъл, по социология и др.: „История на икономическите науки“, „Развитие на буржоазната икономическа мисъл в България между двете световни войни“ (1960), „Единното индустриално общество. Маска и действителност“ (1970).
Заради приносите си в икономическата теория е обявен за заслужил деятел на науката през 1967 г. и награден с Димитровска награда – най-високото признание през епохата на социализма в страната.
Умира през 1981 г.